# Brottförlängning

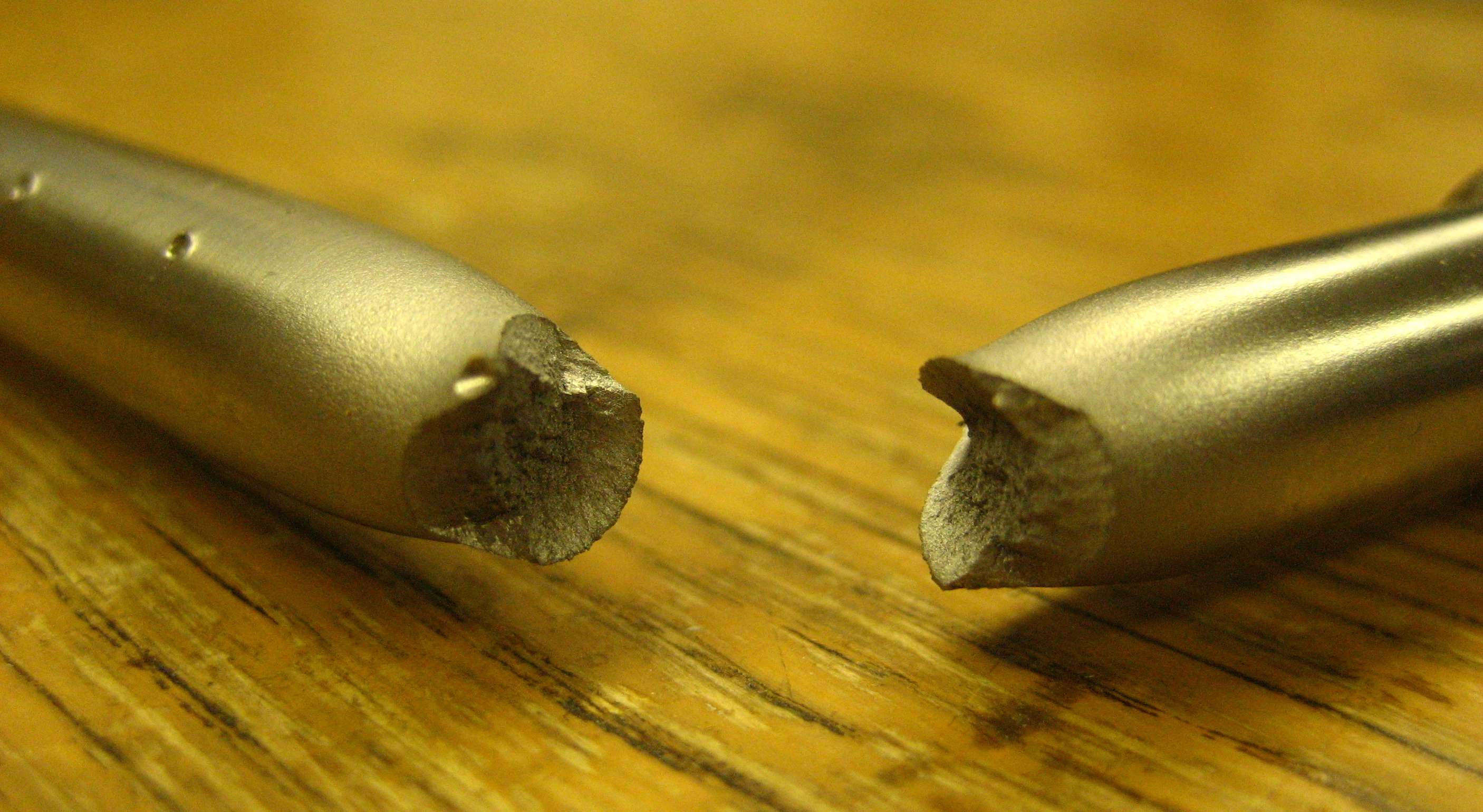
Ett dragprov med duktilt brott på grund av axiella spänningar.

Brottförlängning, förkortad A5, är den procentuella töjningen som fås över ett specifikt mätområde på ett provstycke som dragbelastats till brott. Brottförlängningen mäts från obelastat stadium till dess att sprickor uppstår. Vanligtvis mäts brottförlängningen på en längd som motsvarar fem gånger provstångens diameter, därav beteckningen A5. Ju högre hållfasthet materialet har desto lägre brukar brottförlängningen vara.

## Beräkning av brottförlängning
Den procentuella förlängningen beräknas genom att mäta ursprungslängden L0 mellan två referenspunkter för provstycket, utföra dragtestet och när sprickor uppstår återigen mäta längden mellan samma referenspunkter för att få fram L1. Sedan beräknas brottförlängningen enligt följande formel:
{\displaystyle A_{5}=\left({\frac {L_{1}-L_{0}}{L_{0}}}\right)\times 100}